# Eupithecia rhodopyra
Eupithecia rhodopyra är en fjärilsart som beskrevs av Edward Meyrick 1899. Eupithecia rhodopyra ingår i släktet Eupithecia och familjen mätare. Inga underarter finns listade i Catalogue of Life.